# Изобов, Николай Алексеевич
Николай Алексеевич Изобов (род. 23 января 1940, деревня Красыни, Витебская область) — советский математик. Академик НАН Беларуси (1994). Доктор физико-математических наук (1979), профессор (1990). Лауреат Государственной премии Республики Беларусь (2001).

## Биография
Родился в крестьянской семье. После окончания Яновичской средней школы с 1958 года учился на физико-математическом факультете Витебского пединститута, в 1962 г. переведен на математический факультет БГУ. Окончив его, в 1966-67 гг. учился в аспирантуре. После защиты кандидатской диссертации (1967) работал сначала ассистентом, потом младшим научным сотрудником в БГУ. С 1969 г. работает в Академии наук БССР: в 1969-1980 гг. заместитель главного редактора всесоюзного журнала «Дифференциальные уравнения», в 1980-1986 гг. старший научный сотрудник, в 1986-1993 гг. заведующий лабораторией, с 1993 г. заведующий отделом Института математики НАН Беларуси. Одновременно в 1995-1999 гг. заведующий кафедрой Белорусского государственного университета.

## Научный вклад
Н. А. Изобов — известный специалист в теории характеристических показателей Ляпунова и теории устойчивости по линейному приближению. Научные работы по обыкновенным дифференциальным уравнениям и теории устойчивости. Получил критерий устойчивости показателей Ляпунова, алгоритм их вычисления и оценку минимуму. Развязал частную, а в бесконтрольном случае общую задачу Ляпунова об экспоненциальной устойчивости при линейном приближении.
Более 200 научных работ, в том числе 2 монографии.

## Основные работы
- Линейные системы обыкновенных дифференциальных уравнений // Математический анализ. Итоги науки и техники. 1974. Т. 12.
- О задаче Контин для пересечений множеств линейных систем // Дифференциальные уравнения. 1990. Т. 26, № 8.
- Исследования в Беларуси по теории характеристических показателей Ляпунова и ее приложениям // Дифференциальные уравнения. 1993. Т. 29, № 12.
- О временных последовательностях, реализующих характеристические и нижние характеристические векторы решений // Дифференциальные уравнения. 1999. Т. 35, № 6.
- Множества Коппеля-Конти линейных систем // Труды Ин-та математики НАН Беларуси. 2000. Т. 4 (вместе с Р.Прохоровой).
- Введение в теорию показателей Ляпунова. Мн.: БГУ, 2006.